# Schwambranien
Schwambranien (russ. Originaltitel Кондуит и Швамбрания Konduit i Schwambranija) ist der Titel eines Romans des sowjetischen Kinderbuchautors Lew Kassil.
Der Roman spielt 1917 zur Zeit der Oktoberrevolution in Russland. Zwei Kinder aus einer Arztfamilie bei Saratow erfinden den Kontinent Schwambranien mitsamt seinen Bewohnern als Fluchtpunkt und Gegenwelt zum Schulalltag im zaristischen Russland. Wegen der kartografischen Umrisse der Insel wird Schwambranien auch als „Kontinent vom großen Zahn“ bezeichnet. Ausgelöst wurde die Entdeckung des Landes ursprünglich durch die Katze der beiden Brüder, die eine wertvolle Schachfigur (die Königin) des Vaters der Kinder unter ein Sofa rollte. Daraufhin bekamen die Kinder Hausarrest und erfanden aus Langeweile einen neuen Kontinent. Sie siedeln Schwambranien neben Australien im Stillen Ozean an und bevölkern ihn mit ebenfalls erdachten Figuren (die später wiedergefundene Königin wird in die Muschelgrotte verbannt und bewacht fortan die geheimen Dokumente des Landes). Sie selbst erleben dort einige phantastische Abenteuer, indem sie Anregungen dazu aus ihrem Alltag in der russischen Kleinstadt holen. Das Phantasieland übersteht sogar den Sturz des Zaren Nikolaus II. von Russland und existiert auch nach dem Anfang des Russischen Bürgerkrieges lange Zeit weiter. Später landen die Landkarten und Pläne von Schwambranien beim Geheimdienst Tscheka.
Bedeutende Entdeckungen wurden durch die Forschungsreisen der beiden Brüder ausgelöst, unter anderem wurde die Stelle gefunden, an der die Erde rund wird. Wichtige Figuren im Roman sind Stjopka der Atlantide, so genannt wegen seines Forschungseifers und Arkascha Portjanko, beide Mitschüler der Brüder auf dem zaristischen Gymnasium.
Der Roman erschien im Leipziger Jugendbuchverlag Ernst Wunderlich in der Übersetzung von Horst Scherenschmidt, ab 1960 dann im Kinderbuchverlag Berlin.